# Dolichovespula maculata
Dolichovespula maculata är en getingart som först beskrevs av Carl von Linné 1763. Den ingår i släktet långkindade getingar och familjen getingar. Inga underarter finns listade i Catalogue of Life.

## Utseende
En stor, svart geting med en längd på 13 till 20 mm. Den har vita tecken på huvudet, mellankroppen och (i form av tvärband) på bakre delen av bakkroppen. Hanen har en betydligt smalare bakkropp än honorna (drottningar och arbetare).

## Ekologi
Arten hämtar nektar från blomsläkten som Ericameria i korgblommiga växter och blåbärssläktet i ljungväxter. Larverna matas främst med flugor, i vissa områden även med andra getingar. Dolichovespula maculata är en kraftfull geting, och det förekommer att den dödar så stora insekter som cikador.

### Bo

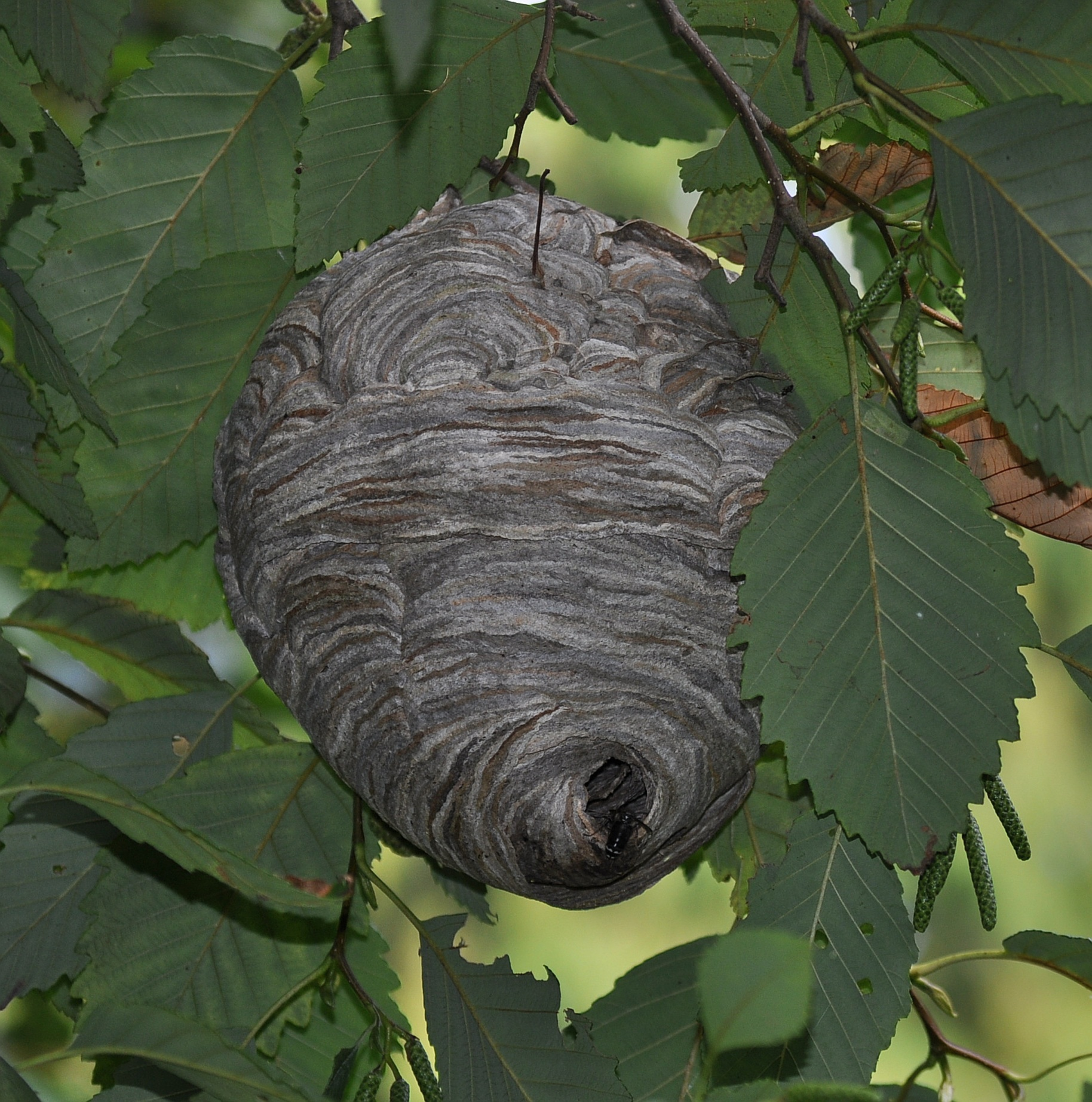
Aktivt bo
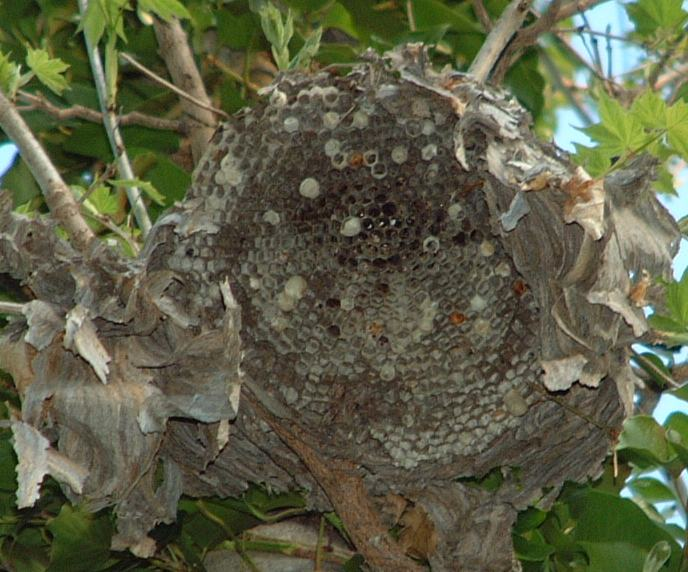
Gammalt, övergivet bo vars ytterhölje ätits bort av fåglar

Den övervintrande drottningen kommer fram ur sitt vinterviste i april till maj, och boet är vanligen färdigbyggt sent i maj eller början av juni. Det byggs av papper som drottningen tillverkar av torrt eller murket trä, som hon gnager sönder och blandar med saliv. Könsdjuren (drottningar och hanar) börjar kläckas sent i juli till augusti, och kolonin börjar dö ut i augusti till september (med undantag av de nya drottningarna). Boet placeras vanligen upp till 20 m högt i träd, men kan också byggas under klippöverhäng, på telefonstolpar eller byggnader. De kan bli mycket stora, med en längd på 60 cm och en diameter på 35 cm. Som mest kan det innehålla 3 500 celler, även om det vanligen rymmer under 2 000. Antalet arbetare är normalt omkring 400, även om arbetarpopulationen kan variera mellan 100 och 700.

## Utbredning
Utbredningsområdet omfattar nästan hela USA och Kanada, med undantag för de allra nordligaste delarna av Alaska och Kanada.